# 馬自達Bongo Friendee
馬自達Bongo Friendee（日语：マツダ・ボンゴフレンディ）是由日本馬自達汽車公司於1995年至2005年間生產銷售的六或八人座半平頭式（semi cab over）多功能休旅車（minivan）。這部車的雙生車款是福特Freda，兩者只在日本國內市場銷售而已。不過，由於這部車具備露營車的實用功能，許多車輛透過日本貿易商的管道外銷至英國、愛爾蘭、俄羅斯和紐西蘭等國家，香港代理商亦有導入此車型。

## 概要
由於車名過長，一般車迷和香港代理商的廣告均以「Friendee」稱之。關於車名「Friendee」來自意為朋友之英文「friend」，代表這部車與消費者如同朋友一般。
初期有一種犧牲掉第三排座椅，改裝成小廚房的「RF-V Camper」車型，屬於特殊用途車輛。此外，也有一種被略稱為「AFT」（auto free top）的電動開頂車型，其後半截車廂的固定式窗戶是無法開啟的（詳情請參見後文）。

## 歷史
1995年 - 6月馬自達整合了Bongo Wagon和Bongo Brawny Wagon兩種車型為同一種，發售這部車頭為半平頭式（semi cab over），引擎置於前排座椅下方的多功能休旅車。不過Bongo Wagon車型持續銷售至1998年為止，故兩款車在這段期間一併存在於市場上。
和Bongo一樣採SG平台而開發，但動力有2.0L直列四缸SOHC FE-E型引擎及2.5L直列四缸SOHC WL-T型渦輪增壓柴油引擎兩種選擇。原本初期還有2.5L V型六缸J5-DE型引擎，但後來廢止。此外，柴油車型因為不符合汽車廢氣排放標準，在日本某些區域無法領牌上路。這款車當時在日本車壇幾乎沒有同類型的競爭對手，而對手也沒有電動開頂裝置，於是和三菱汽車的三菱Delica Space Gear一起受到喜歡戶外活動的消費者的歡迎。
1999年 - 2月小改款，變更一些外觀造型，而Bongo則大改款進入第四代。2005年12月停止生產，馬自達暫時沒有製造這種半平頭式的多功能休旅車，直到2008年7月馬自達Biante登場。

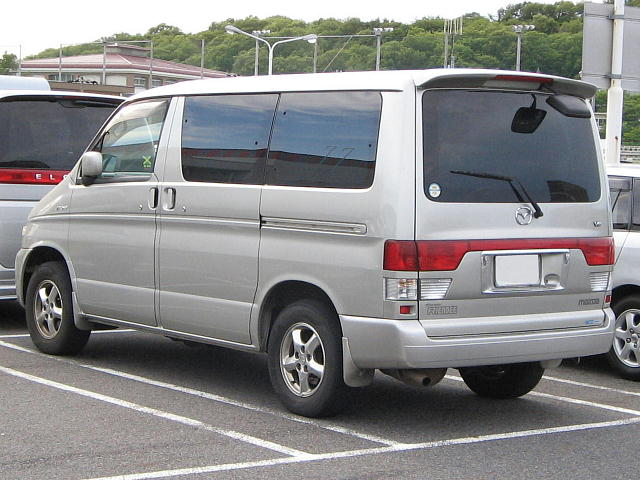
標準型車尾
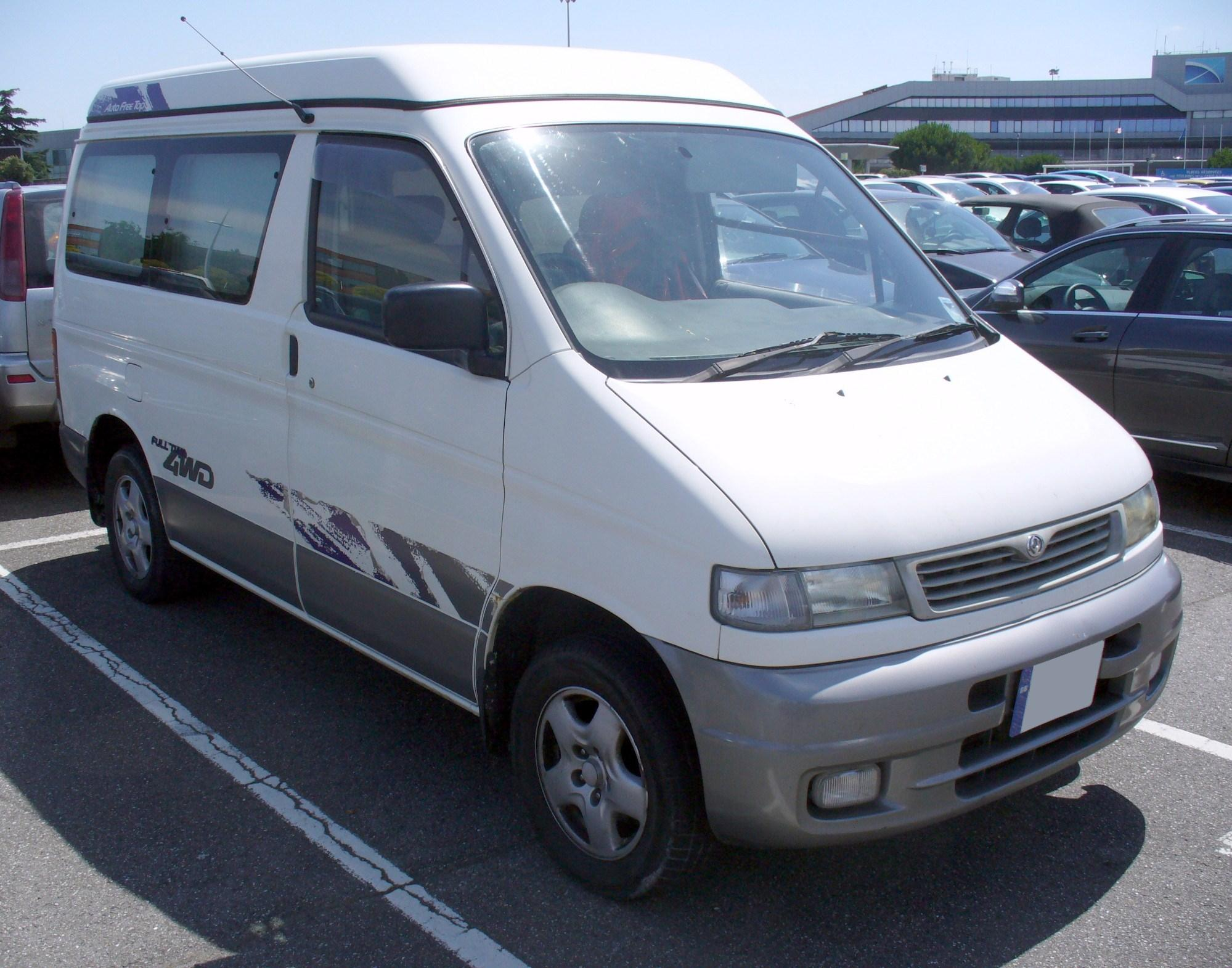
電動開頂型車頭

## 電動開頂車型
這部車最大的賣點就是由大協·偉博思通公司（（日語）ダイキョー・ベバスト，1978年由世界最大的汽車天窗製造商德國偉博思通與日本汽車樹脂零件製造商大協各出資50%成立，現改稱「日本偉博思通」〔（日語）ベバストジャパン〕）製造的電動開闔式車頂裝置，馬自達稱之為「Auto Free Top」，略稱為「AFT」。展開之後就像附有帳篷的露營車一樣，空間相當寬敞，容得下兩個大人並躺。車室地板有彈性，且帳篷的網窗具有防治蟲害的功能。
帳篷的升降在第一、二排座椅間的天花板內進行，AFT裝置上面是固定式天窗，如果ATF打開就是帳棚的內部，如果關閉則天窗仍有光線照射入車內。就算在就寢時沒有使用到一二排座椅間的天花板，也能置放飲料等小物品，算是充分利用空間。不過，這種AFT裝置需要額外加價安裝。

## 外部連結
- （日語）Gazoo.com - 1995年 マツダ ボンゴ・フレンディ[永久]